# Zygmunt Marek Miszczak

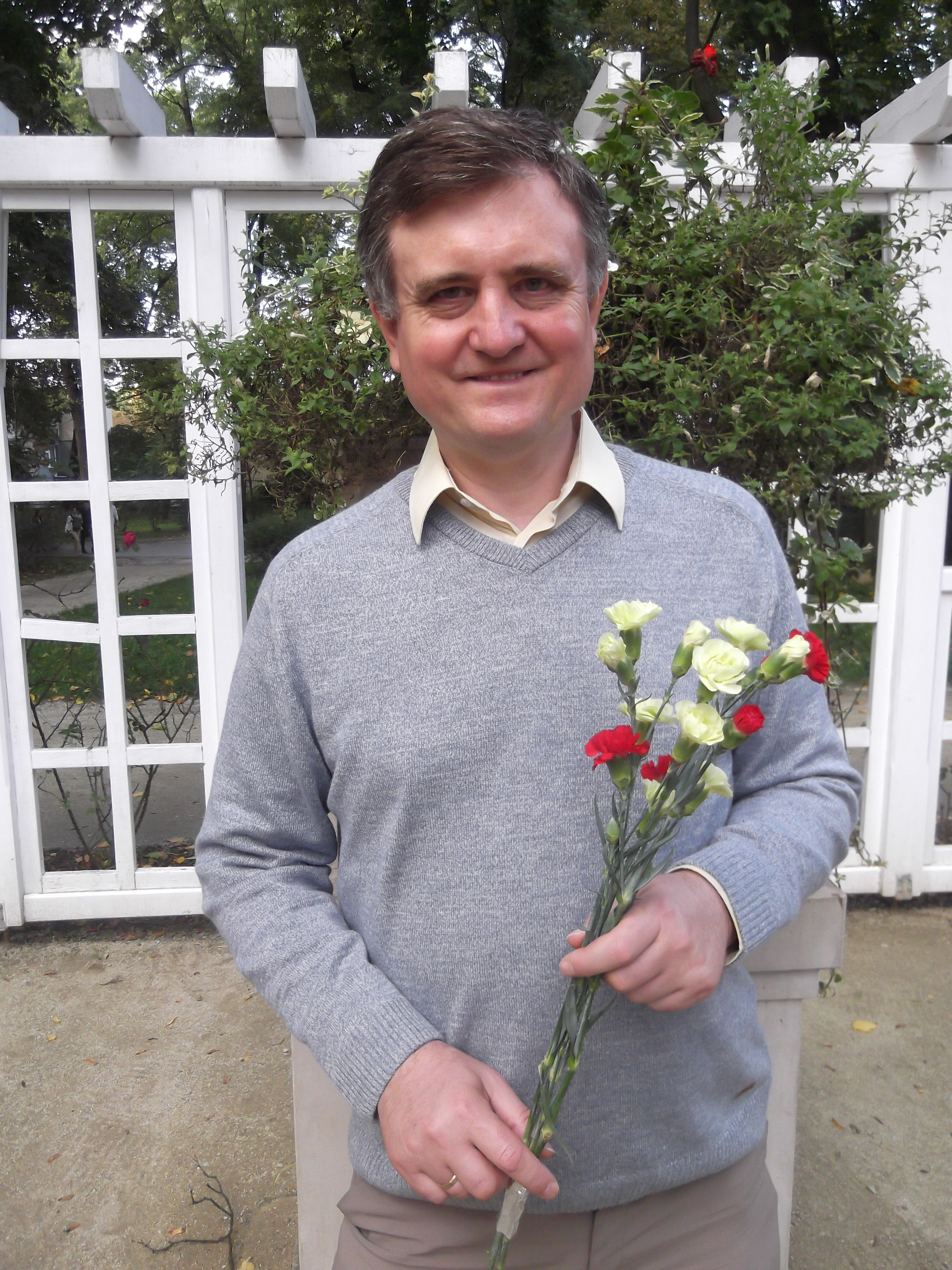
Zygmunt Marek Miszczak

Zygmunt Marek Miszczak (ur. 1965 w Lublinie) – działacz opozycji antykomunistycznej w czasach PRL, w III RP działacz społeczny i poeta uprawiający głównie twórczość dla dzieci i młodzieży.

## Życiorys

### Działalność polityczna
Od 1979 był współpracownikiem (od 1983 członkiem) Konfederacji Polski Niepodległej (KPN). W latach 1979–1980 kolportował niezależne pisma (m.in. „Droga”, „Gazeta Polska”) i ulotki oraz malował hasła na murach. W latach 1980–1981 współpracował ze „Słowem” jako drukarz, od numeru 3. zaś był faktycznie redaktorem naczelnym. W 1981 był członkiem Kierownictwa Akcji Bieżącej KPN Obszaru Lublin. Od kwietnia 1981 był członkiem Ruchu Szańca, redaktorem i drukarzem pisma politycznego dla młodzieży „Szaniec”. W lipcu 1981 brał udział w instalacji pomnika katyńskiego w Dolince Katyńskiej na Cmentarzu Powązkowskim. Wziął udział w próbie powołania do życia niezależnej organizacji uczniowskiej Federacja Młodzieży Szkolnej, uczestnicząc w dniach 12–13 września 1981 w 1. Ogólnopolskim Spotkaniu Przedstawicieli Środowisk Uczniowskich, w toku którego powołano Ogólnopolski Komitet Założycielski Federacji Młodzieży Szkolnej.
Po wprowadzeniu w Polsce 13 grudnia 1981 stanu wojennego był członkiem Polskiego Ruchu Oporu, autorem artykułów w piśmie „Słowo i Czyn”. Od lutego do maja 1982 pozostawał w ukryciu. 3 maja 1982 został zatrzymany, 5 maja – internowany, po czym w lipcu 1982 zbiegł. Do sierpnia 1982 ponownie pozostawał w ukryciu. We wrześniu 1982 ujawnił się i był przetrzymywany w Ośrodku Odosobnienia w Kwidzynie, a 25 października został uwolniony. Od marca 1983 był członkiem KPN (współpracował m.in. z Dariuszem Wójcikiem, Zbigniewem Sznajderem, Wojciechem Wardawym, Pawłem Mitrusem, Andrzejem Mazurkiewiczem). Wiosną 1984 był współinicjatorem nocnego czuwania młodzieży lubelskich szkół średnich w kościele Matki Bożej Wspomożenia Wiernych (oo. salezjanie) w Lublinie, na znak solidarności z protestem uczniów Zespołu Szkół Rolniczych w Miętnem w obronie krzyża. W latach 1986–1989 był członkiem KAB Obszaru Lublin. Publikował na łamach „Pobudki”. W latach 1988–1990 pełnił funkcje współredaktora, autora tekstów i drukarza pisma KPN Obszar IV Lublin „Goniec” oraz był kolporterem wydawnictw podziemnych i ulotek (KPN oraz „Solidarności” w Lublinie). W maju 1988 był współorganizatorem strajku solidarnościowego studentów Katolickiego Uniwersytetu Lubelskiego, a w latach 1988–1989 manifestacji studenckich w Lublinie (z Niezależnym Zrzeszeniem Studentów).
W latach 1979–1989 był wielokrotnie zatrzymywany i przesłuchiwany. W okresie 1983–1989 był kilkakrotnie karany przez kolegia ds. wykroczeń (w maju 1985 orzeczono karę 3,5 miesiąca aresztu, jednak został zwolniony po kilku dniach ze względu na stan zdrowia i egzamin maturalny). W 1990 był uczestnikiem akcji KPN blokady bazy wojsk sowieckich w Rembertowie. W latach 1982–1984 był rozpracowywany przez Wydział III (zwalczanie opozycji) Komendy Wojewódzkiej Milicji Obywatelskiej Wojewódzkiego Urzędu Spraw Wewnętrznych (WUSW) w Lublinie w ramach Sprawy Operacyjnego Rozpracowania (SOR) kryptonim „Dublerzy”, a w latach 1985–1990 przez Wydział III WUSW w ramach SOR kryptonim „Konfederaci II”.
Zygmunt Marek Miszczak jest absolwentem Wydziału Prawa Katolickiego Uniwersytetu Lubelskiego. Pracuje w Lechaa Consulting Sp. z o.o. i Potest Sp. z o.o. w Lublinie jako pracownik działu projektów. Jest w związku małżeńskim (żona Anna).

### Działalność samorządowa i społeczna
Był Radnym Rady Miejskiej Miasta Lublin I Kadencji (1990–1994). Jest wolontariuszem oraz członkiem redakcji portalu internetowego niepelnosprawni.lublin.pl tworzonego przez Lubelskie Forum Organizacji Osób Niepełnosprawnych – Sejmik Wojewódzki. W latach 2011–2021 zredagował ponad 170 tekstów – aktualności, artykułów i relacji opublikowanych na łamach tego portalu. Jest członkiem założycielem, a od 2016 prezesem Lubelskiego Stowarzyszenia „Jesteśmy” – organizacji pacjentów po przebytym kryzysie psychicznym. W 2016 został uhonorowany tytułem Eksperta Cogito przyznanym przez Stowarzyszenie na Rzecz Rozwoju Psychiatrii i Opieki Środowiskowej. W latach 2016–2024 zasiadał corocznie w jury organizowanego przez Przedszkole Nr 64 w Lublinie (od 2020 przez Przedszkole Nr 52) Konkursu Literackiego dla Dzieci (od 2017 jako przewodniczący). W latach 2022–2024 był współorganizatorem Konkursu Poetyckiego dla Dzieci Szkół Podstawowych Województwa Lubelskiego „Niezłomni w moich oczach”.

## Twórczość poetycka
„Poeta słodkiej melancholii”, jak Zygmunta Marka Miszczaka określa Waldemar Michalski, publikował swoje wiersze m.in. w:
- tomikach autorskich:

- „Rozproszenie” (Polihymnia 2011);
- „Kup mi, mamo, gwiazdkę z nieba” (Warszawska Firma Wydawnicza 2013);
- „Śladem ojców” (Norbertinum 2016);
- „Czego słowik nie zaśpiewa” (Norbertinum 2017);
- „Znowu wakacje. Wiersze o czterech porach roku” (Studio R-ka, Lublin 2018);
- „Mały Patriota. Wiersze rocznicowe” (Norbertinum 2021);
- „Reduta” (Norbertinum 2022);
- "ZIARNO. Rzecz o Niezłomnych" (Norbertinum 2023).

- antologiach:

- „Prawdy... zamknięte” (Centrum Kultury w Lublinie 2007);
- „Drzemiąc obok świata” (Centrum Kultury w Lublinie 2008);
- „Tak różne...” – antologii poezji uczestników Warsztatu Terapii Zajęciowej przy Charytatywnym Stowarzyszeniu Niesienia Pomocy Chorym „Misericordia” (Lublin 2008);
- „I brył swych grzmotem zapłacze ziemia…” – wydawnictwie pokonkursowym XXXVII edycji Ogólnopolskiego Konkursu Literackiego im. Jana Pocka (Stowarzyszenie Twórców Ludowych 2008);
- „A duch wieje kędy chce…” – almanachu poezji religijnej (Lublin 2012);
- „Po drugiej stronie miłości” – pokłosiu III Międzynarodowego Konkursu Jednego Wiersza o Puchar Wydawnictwa Św. Macieja Apostoła (2013).

Ponadto wiersze Zygmunta Miszczaka ukazały się w prasie: „Naszym Dzienniku”, „Dzienniku Wschodnim” (2010), czasopiśmie Artystycznym „Nestor” (2012, 2013, 2016, 2018), dwumiesięczniku „Viridis” (2016), kwartalniku Parafii pw. Świętej Rodziny w Lublinie „Ku Świętej Rodzinie” (2017) oraz były publikowane w Internecie m.in. na stronach: wierszykidladzieci.pl, niepelnosprawni.lublin.pl. Wiersze były prezentowane również w audycjach Radia „eR” oraz audycjach Radia Lublin;
Opublikowane na stronie wierszykidladzieci.pl w Internecie wiersze dla dzieci recytowane były w trakcie dziesiątek polskich konkursów recytatorskich (np. w trakcie IV, V i VI Międzyprzedszkolnego Przeglądu Poezji Dziecięcej „Kto czyta ma piękne sny…”), w konkursach i na wieczorkach poświęconych w całości jego poezji (>m.in.: w Radoszkach w 2014), w Stąporkowie w 2015, w Kurzętniku, Stolcu, Wólce Petryłowskiej), a także w trakcie konkursów zagranicznych dla dzieci polonijnych (m.in. w Wielkiej Brytanii, Holandii, na Litwie, Białorusi, Węgrzech i Ukrainie) i innych imprez (USA). Niektóre spośród wierszy autora wykorzystane zostały jako teksty piosenek („Siła wyższa”, „Wiersz o poetach”, „Laurka dla Ciebie” i „Radość Frania”).
Wybrane spośród utworów Zygmunta Marka Miszczaka zalecone zostały do użytku szkolnego przez Ośrodek Rozwoju Edukacji („O niebezpieczeństwie kłótni” i „O najlepszej radzie dla prosiaczka”), zaproponowane jako lektura we Wskazówkach do Lekcji 1 w ramach pakietu edukacyjnego „Emi i Maks w polskiej szkole” („W moim alfabecie”, 2019, Stowarzyszenie „Wspólnota Polska” wraz z Polską Macierzą Szkolną w Irlandii); umieszczone w zasobach Platformy edukacyjnej Ministerstwa Edukacji i Nauki („Czy Ty Kochasz...?”); fragmenty wierszy „Znowu wakacje” i „Z listów do Świętego Mikołaja” użyte zostały jako podstawa do rozbioru gramatycznego zdania w podręczniku Heleny Wojcewej i Tatiany Buczackiej Język polski klasa 5 dla szkół ogólnokształcących z ukraińskim językiem nauczania „Mowa polska”, 2019, natomiast „Mój przyjaciel ślimak” zamieszczony został w podręczniku І. М. МИРОШНІЧЕНКО, „ПРАКТИЧНА ФОНЕТИКА ПОЛЬСЬКОЇ МОВИ З ЕЛЕМЕНТАМИ ПРАВОПИСУ” (Kijów, 2020).

## Uhonorowanie

### Medale i odznaczenia
- 2015: Krzyż Kawalerski Orderu Odrodzenia Polski oraz Krzyż Wolności i Solidarności przyznane „za zasługi w działalności na rzecz niepodległości i suwerenności Polski oraz respektowania praw człowieka w Polskiej Rzeczypospolitej Ludowej”[1][41];
- 2017: Medal 700-Lecia Miasta Lublin przyznany „w dowód uznania za wkład i zaangażowanie w rozwój Miasta oraz zasługi na rzecz Jego Mieszkańców z podziękowaniem za podejmowanie działań inspirujących przyszłość i kształtujących tożsamość lokalną Lublina”[1][42];
- 2019: Medal 100-Lecia Odzyskanej Niepodległości przyznany przez Prezydenta RP Andrzeja Dudę[1];
- 2024: Medal Pamiątkowy Województwa Lubelskiego "za zasługi w działalności społeczno-kulturalnej oraz pielęgnowanie pamięci historycznej wśród mieszkańców naszego regionu"[43];
- 2024: Medal 550-Lecia Województwa Lubelskiego "za zaangażowanie i wkład na rzecz rozwoju regionu oraz zachowania jego tożsamości historycznej i kulturowej"[44].

### Nagrody i wyróżnienia
- 2008: II nagroda w dziedzinie poezji w XXXVII Ogólnopolskim Konkursie Literackim im. Jana Pocka;
- 2008: Wyróżnienie w II Przeglądzie Poezji Recytowanej i Śpiewanej Osób Niepełnosprawnych „O Księżyc Twardowskiego” w Biszczy;
- 2010: Wyróżnienie w Jesiennych Debiutach Poetyckich w Lublinie;
- 2015: III nagroda w konkursie poetyckim organizowanym przez Lubelskie Stowarzyszenie Osób Chorych na Padaczkę i Ich Przyjaciół – Drgawka;
- 2019: III nagroda w kategorii Twórczość Literacka w odbywającym się w Bydgoszczy VIII Ogólnopolskim Festiwalu Twórczości Osób Niepełnosprawnych fART;
- 2020: Dyplom i Statuetka „Drzwi do Wolności”, przyznane przez Kapitułę Międzynarodowego Festiwalu Filmowego „Niepokorni – Niezłomni – Wyklęci”[1].
- 2021: Wyróżnienie w kategorii „Wolontariusz roku 2020” w konkursie „Nagroda Trzeciego Sektora”, przyznane przez Radę Działalności Pożytku Publicznego Województwa Lubelskiego za rok 2020[45].
- 2023: Wyróżnienie w kategorii Poezja Dorośli w XIX Wojewódzkim Konkursie Literackim Centrum Spotkania Kultur w Lublinie[46].
- 2023: Nagroda w kategorii „Osobowość Trzeciego Sektora” w konkursie „Nagroda Trzeciego Sektora”, przyznana przez Radę Działalności Pożytku Publicznego Województwa Lubelskiego na rok 2022[47].
- 2024: Wyróżnienie w kategorii Poezja Dorośli w XX Wojewódzkim Konkursie Literackim Centrum Spotkania Kultur w Lublinie[48].